# Manitou Beach-Devils Lake
Manitou Beach-Devils Lake é uma Região censo-designada localizada no estado americano de Michigan, no Condado de Lenawee.

## Demografia
Segundo o censo americano de 2000, a sua população era de 2080 habitantes.

## Geografia
De acordo com o United States Census Bureau tem uma área de
25,2 km², dos quais 18,1 km² cobertos por terra e 7,1 km² cobertos por água.

## Localidades na vizinhança
O diagrama seguinte representa as localidades num raio de 16 km ao redor de Manitou Beach-Devils Lake.